# Бласка, Ессика
Ессика Бласка (нидерл. Jessica Blaszka, р.5 августа 1992) — нидерландская спорстменка, борец вольного стиля, призёр чемпионатов мира и Европы, участница Олимпийских игр в Рио-де-Жанейро.

## Биография
Родилась в 1992 году в Херлене. В 2001, 2008 и 2009 годах становилась чемпионкой Европы среди кадетов. В 2010 году завоевала серебряную медаль первенства Европы среди юниоров.
В 2015 году стала бронзовой призёркой чемпионата мира. В 2019 году завоевала бронзовую медаль чемпионата Европы.
В феврале 2020 года на чемпионате континента в итальянской столице, в весовой категории до 53 кг Ессика в схватке за чемпионский титул уступила спортсменке из Белоруссии Ванессе Колодинской и завоевала серебряную медаль европейского первенства.